# Restaurator

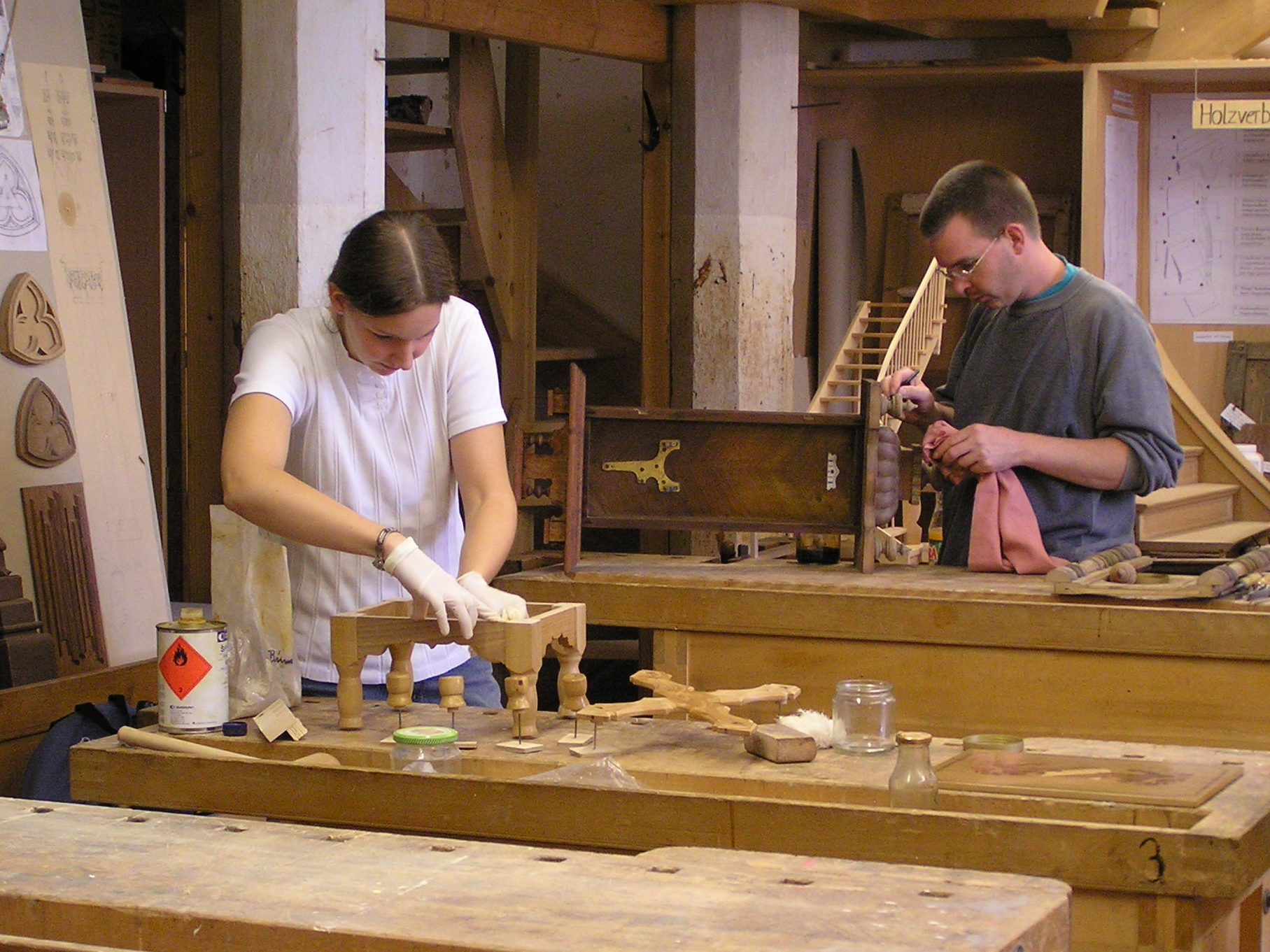
Restauratoren im Handwerk bei der Arbeit

Der Restaurator beschäftigt sich mit der Konservierung und Restaurierung sowie der wissenschaftlich-technologischen Erfassung von Kunst- und Kulturgut. Nach den verschiedenen Ausbildungsrichtungen wird allgemein unterschieden in materialkundlich (z. B. für Papier, Wandmalerei oder Textilien) oder nach Kunstgattungen (z. B. für ethnologische oder kunsthandwerkliche Objekte) spezialisierte Restauratoren. Der Restaurator ist entweder selbständig als Freiberufler tätig oder im öffentlichen Dienst, z. B. an einem Museum oder einer Denkmalbehörde, beschäftigt.

## Berufsbezeichnung
Die Berufsbezeichnung  „Restaurator“ ist, mit Ausnahme von Mecklenburg-Vorpommern und Sachsen-Anhalt, in den anderen deutschen Bundesländern gesetzlich nicht geschützt. Daher ist eine freiberufliche Tätigkeit ohne nachgewiesene Berufsqualifikation prinzipiell möglich und im Bereich der Reparatur von Möbeln oder Sammlergegenständen weit verbreitet (z. B. Spielzeug-Restaurierung, Puppendoktor). Die in Großbritannien und in den Vereinigten Staaten gebräuchliche Berufsbezeichnung conservator wird auch vermehrt im deutschsprachigen Raum verwendet. International ist die Bezeichnung conservator-restorer üblich. So empfiehlt es auch die European Confederation of Conservator-Restorers’ Organisation (E.C.C.O.).
Leicht irreführend ist die Ähnlichkeit des Wortes Restaurator zu dem verwandten französischen Wort restaurateur. Es bedeutet auf Französisch neben „Restaurantbesitzer“ u. a. auch „Restaurator“, steht im Englischen und Deutschen aber für einen Gastwirt (während Restaurator auf Englisch restorer heißt).

## Berufsbild

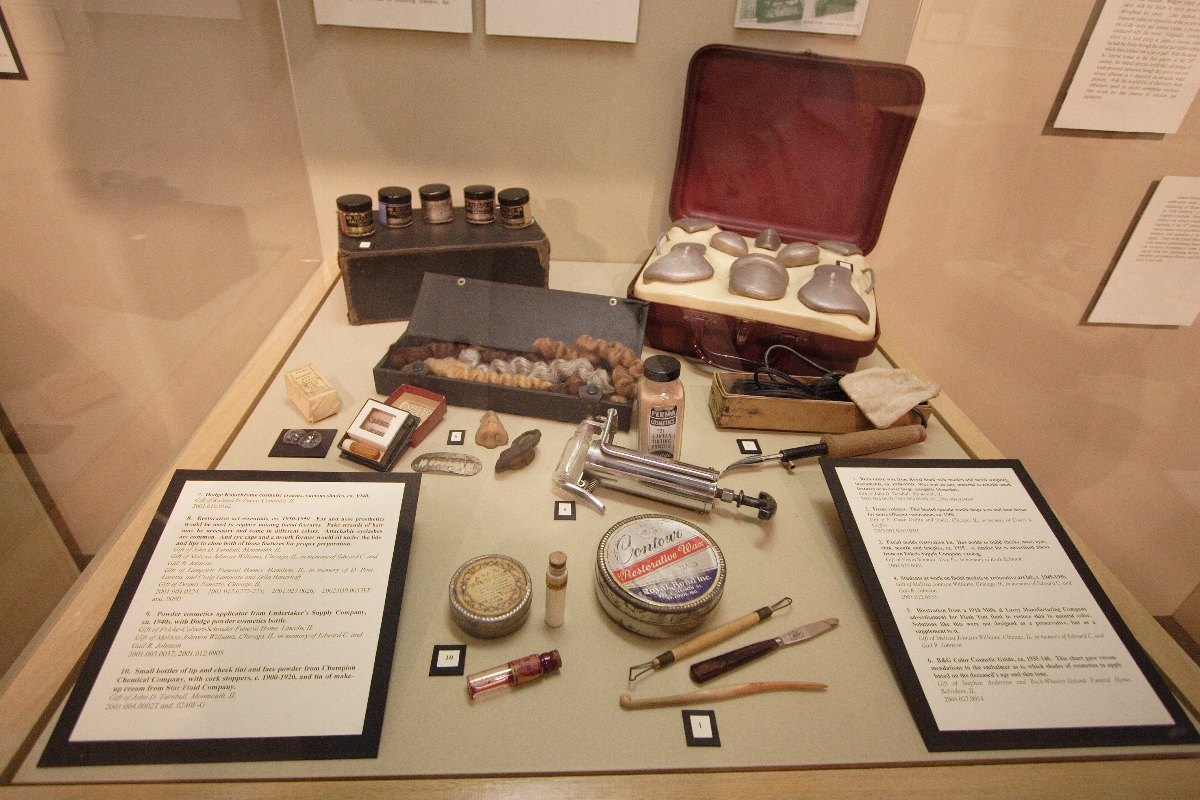
Werkzeugsatz eines Restaurators (Museum of Funeral Customs, Springfield, Illinois, 2006)

Die Tätigkeit des Restaurators widmet sich vor allem der Bestandserhaltung von Kunst- und Kulturgut. Diese Arbeit ist geprägt vom Respekt gegenüber dem Original und seiner Geschichte. Dabei müssen alle angewendeten Arbeitsweisen schonend, reversibel, und nachvollziehbar sein.
Das deutsche Wort „Restaurator“ orientiert sich am Leitbild des Italienischen restauratore. Die erste wissenschaftliche Grundlegung stammt vom Gründer und langjährigen Direktor des Istituto superiore per la conservazione ed il restauro in Rom, Cesare Brandi, dessen Theorie der Restaurierung auch auf Deutsch verfügbar ist. Zum Berufsethos des Restaurators gehört es nicht, originale Echtheit vorzutäuschen.
Präventive Konservierung erlaubt das Schaffen von Umweltbedingungen, die Schäden an Kunstgegenständen, kulturhistorisch wertvollen Gegenstandes oder Baudenkmalen verhindern und natürliche Zerfallserscheinungen verlangsamen. Dies geschieht vor allem durch die Steuerung des Raumklimas (Temperatur, Feuchtigkeit und der Lichteinstrahlung). Zum Erhalt von Kunstwerken ist das Einhalten dieser Bedingungen wesentlich: während ihres Transports sowie während und nach der Konservierung bzw. Restaurierung.
Zur Konservierung gehören rein erhaltende, die überlieferte Substanz sichernde Maßnahmen. Konservatorische Eingriffe am Werk haben das Ziel, den Zustand zu stabilisieren und weiteren Verfall aufzuhalten oder zumindest zu verlangsamen. Im Vordergrund steht dabei die Materialbeschaffenheit des Objekts.
Generell haben konservatorische Maßnahmen, die der reinen Erhaltung eines Objektes dienen, immer Vorrang vor restauratorischen Maßnahmen.
Erst wenn konservatorische Maßnahmen nicht oder nur ungenügend greifen, werden restauratorische Eingriffe am Objekt durchgeführt. Unter einer Restaurierung ist ein unmittelbares Tätigwerden am Kulturgut zu verstehen mit dem Ziel, eine bessere Lesbarkeit herzustellen. Dabei werden dessen ästhetische, historische und physische Eigenschaften so weit wie möglich respektiert. Restaurieren bedeutet, eventuell auch Ergänzungen oder Rekonstruktionen vorzunehmen. Umfang und Art dieser Maßnahmen wird durch das Ergebnis einer vorangehenden Untersuchung des substantiellen und historischen Bestands bestimmt. Grundsätzlich sollte der Restaurator dabei so wenig wie möglich am Original verändern. Die Restaurierungsmaßnahmen sind sehr behutsam auszuführen und müssen sich dem historischen Objekt unterordnen.
Alle durchgeführten Maßnahmen sollten außerdem reversibel, d. h. wieder rückführbar sein. Gerade im Bereich der Ergänzungen von Fehlstellen am Kunstobjekt sind, neben einem hohen kunsthistorischen Wissen und der Materialkunde, sowie der genauen Kenntnis historischer Handwerkstechniken, interpretatorische Fähigkeiten und Einfühlungsvermögen wichtige Komponenten.
Dementsprechend verschiebt sich die aus der historischen Entwicklung des Berufes bedingte Hybridstellung des Restaurators zwischen Handwerker und Künstler immer weiter in den technisch-naturwissenschaftlichen Bereich. Dieser Entwicklung wird mit Begriff Konservierungs- und Restaurierungswissenschaften Rechnung getragen.

## Ausbildung
Es gibt mehrere Möglichkeiten der Ausbildung zum Restaurator. Im deutschsprachigen Raum hat sich vorwiegend das Studium an Fachhochschulen, Akademien und Universitäten etabliert, die teilweise mit außeruniversitären Einrichtungen kooperieren. Daneben gibt es speziell in Deutschland die Fortbildungsmöglichkeit zum „Restaurator im Handwerk“. Ferner gibt es in Deutschland eine fachakademische Ausbildung mit einem Abschluss als staatlich geprüfter Restaurator.

### Deutschland

#### Diplom-Restaurator und Restaurator B.A. / M.A.
Der Abschluss Diplom-Restaurator oder Diplom-Restaurator (FH) kann seit 1974 (Hochschule für Bildende Künste Dresden, HfBK Dresden) bzw. 1977 (Staatliche Akademie der Bildenden Künste Stuttgart, ABK Stuttgart) über ein einjähriges Vorpraktikum und ein Studium an einer Universität, Akademie oder Fachhochschule erlangt werden. Mittlerweile ist das Studium an folgenden Standorten im deutschsprachigen Raum möglich: Berlin, Dresden, Erfurt, Hildesheim, Köln, Mainz, München, Potsdam, Stuttgart, Wien, Bern, La Chaux-de-Fonds und Riggisberg.
Im Zuge des Bologna-Prozesses wurde der zweistufige Studienabschluss eingeführt, bei dem zunächst der akademische Grad des Bachelors erworben und darauf aufbauend ein Master-Studium absolviert wird. Einzige Ausnahme bildet die Hochschule für Bildende Künste (HfBK) in Dresden, die das Diplom beibehalten hat.
Je nach Ausbildungsart (Bachelor oder Master) dauert das Studium zwischen drei und sechs Jahren. An den beiden Kunstakademien in Dresden und Stuttgart sowie an der TU München gibt es zudem die Möglichkeit zur Promotion im Fach Konservierung/Restaurierung zum Dr. phil. oder zum Dr. rer. nat.
Die Zulassungsvoraussetzungen zum Studium unterscheiden sich je nach Hochschule. Für die Bewerbung zum Studium ist neben der (Fach-)Hochschulreife in der Regel der Nachweis eines studienvorbereitenden Vorpraktikums erforderlich, dessen Dauer je nach Hochschule variieren kann (in der Regel mindestens zwölf Monate). Das fachbezogene Vorpraktikum kann in einem Museum, in der Denkmalpflege oder bei freiberuflichen Restauratoren angesiedelt sein. Wichtig ist, dass die dortige Arbeitsweise den heutigen ethischen Grundsätzen der Restaurierung entspricht. Die meisten Ausbildungsstätten verlangen zusätzlich eine Eignungsprüfung und teilweise auch das Einreichen einer Mappe, mit denen künstlerisches Einfühlungsvermögen sowie geistes- und naturwissenschaftliches Verständnis nachgewiesen wird.
Das Studium hat eine stark wissenschaftliche Komponente und beinhaltet sowohl den Erwerb fachbezogener Kenntnisse als auch Elemente aus benachbarten Disziplinen. So stehen auf dem Lehrplan beispielsweise die Konservierung und Restaurierung in Theorie und Praxis, die Geschichte und Ethik der Restaurierung, Methodik und Dokumentation konservatorisch-restauratorischer Maßnahmen sowie Werkstoffkunde und Kunstgeschichte, aber auch naturwissenschaftliche Untersuchungsverfahren aus den Bereichen Mikrobiologie, Chemie und Physik.
Mit Eintritt in das Studium spezialisieren sich die Studierenden in der Regel auf eine bestimmte Fachrichtung, d. h. auf eine Material- oder Objektgruppe. Teilweise ist auch eine Kombination aus zwei Vertiefungsrichtungen üblich. Die Zusammensetzungen und Bezeichnungen der Fachrichtungen variieren hierbei je nach Hochschule. Im Wesentlichen gibt es jedoch folgende Fachrichtungen:
- Archäologisches Kulturgut und Grabungstechnik
- Ethnografische Objekte / Volks- und Völkerkunde
- Film / Foto / Datenträger
- Gemälde und polychrome Bildwerke
- Glas / Mosaik
- Grafik, Archiv- und Bibliotheksgut / Papier / Buch
- Keramik
- Kunsthandwerkliche Objekte
- Metall
- Moderne Materialien
- Möbel und Holzobjekte
- Musikinstrumente
- Präventive Konservierung
- Stein
- Technisches Kulturgut
- Textil
- Wandmalerei und Architekturoberflächen/-farbigkeit

In Deutschland vertritt der Verband der Restauratoren (VDR) die Interessen der akademisch ausgebildeten Restauratoren. In Österreich ist der Österreichische Restauratorenverband (ÖRV) die Interessenvertretung. In der Schweiz setzt sich der Schweizerische Verband für Konservierung und Restaurierung (SKR) für die Interessen der Restauratoren ein.

#### Restaurator im Handwerk
Restaurator im Handwerk ist ein anerkannter Fortbildungsabschluss für Handwerksmeister. Er wurde vom Hauptausschuss Kultur des Zentralverbands des Deutschen Handwerks e. V. auf der Grundlage einer Studie des Deutschen Zentrums für Handwerk und Denkmalpflege Johannesberg Fulda e. V. (Insolvenz im Jahre 2001, heute: Propstei Johannesberg gGmbH) im Jahre 1992 geschaffen. Die zusätzliche Berufsbezeichnung, die nach einer Fortbildung mit abschließender Prüfung verliehen wird, darf nur in Verbindung mit dem jeweiligen Handwerk geführt werden. Der Verein Restaurator im Handwerk e. V. vertritt die Interessen der Restauratoren im Handwerk.
Das Handwerk hat infolge des Europäischen Denkmalschutzjahres 1975 auf die Herausforderungen reagiert, die sich mit Denkmalschutz und Denkmalpflege verbinden. Denn die Umsetzung der Ziele des Denkmalschutzes in die Praxis der Denkmalpflege liegt in großem Umfang in den Händen von Handwerkern. Diese sehen sich jedoch zunehmend mit Aufgaben und Rahmenbedingungen konfrontiert, die sich maßgeblich von denen ihrer ursprünglichen Berufsausbildung unterscheiden.
Die Ausbildung im Handwerk ist durch die Handwerksordnung, Novellierung 1. Januar 2004, geregelt. Um eine Fort- und Weiterbildung zum Restaurator im Bereich des Handwerks zu erlangen, muss zunächst eine Lehre absolviert werden. Im Anschluss daran kann bei entsprechender Qualifikation der Meister-Abschluss in insgesamt 41 Handwerken erworben werden. Aufbauend auf diese Berufsqualifikation besteht die Möglichkeit, einen mehrmonatigen Weiterbildungskurs zu besuchen, der bei erfolgreichem Abschluss beispielsweise ergänzend zum Meistertitel zur Berufsbezeichnung Geprüfter Restaurator im Zimmerhandwerk führt. Entsprechende Weiterbildungs- und Qualifizierungsmaßnahmen zum Geprüften Restaurator im Handwerk gibt es auch für andere Gewerke des Handwerks.
Mit der Verabschiedung der „Besonderen Rechtsvorschriften für die Fortbildungsprüfung zum Restaurator im Handwerk“ im Jahre 1984 durch den Deutschen Handwerkskammertag hat das Handwerk, in Abstimmung mit der amtlichen Denkmalpflege, die Grundlage für die über den Handwerksberuf hinaus reichende fachliche Qualifikation geschaffen, um Aufgaben und Tätigkeiten in der Denkmalpflege qualifiziert wahrzunehmen. Entsprechende Studiengänge und Seminarreihen wurden und werden seither in den spezialisierten Zentren der „Arbeitsgemeinschaft der Fortbildungszentren in der handwerklichen Denkmalpflege (ARGE)“ durchgeführt. 1992 verabschiedete der Zentralverband des Deutschen Handwerks (ZDH) das offizielle Berufsbild und Tätigkeitsmerkmale des Restaurators im Handwerk.
Das Berufsbild definiert den Restaurator im Handwerk wie folgt: Es handelt sich um eine zusätzliche Qualifikation durch vertiefte Kenntnisse und Fertigkeiten in der handwerklichen Denkmalpflege, die ohne eine solide Ausbildung im Handwerk nicht vorstellbar ist. Der Restaurator im Handwerk hat gelernt die historische Aussage und künstlerische Besonderheit eines Baudenkmals und seiner Teile zu erkennen und lässt sich bei seiner Tätigkeit von dem Respekt vor der Originalsubstanz als geschichtlichem Zeugnis und der Leistung seiner beruflichen Vorfahren leiten.
Der Restaurator im Handwerk weiß um die Einzigartigkeit jedes Denkmals und bevorzugt individuelle handwerkliche Lösungen für jede einzelne Restaurierungsmaßnahme. Bei seinen Entscheidungen berücksichtigt er die Grundsätze der Reversibilität und weiß auch sein handwerkliches Können für Reparaturmaßnahmen einzusetzen, die dazu dienen, Originalsubstanzen zu erhalten.
„Der Restaurator im Handwerk bleibt Angehöriger eines Handwerksberufes.“ Für seine Tätigkeit am Denkmal hat er gelernt, mit wissenschaftlichen Konzepten und Gutachten umzugehen. Deshalb akzeptiert der Restaurator im Handwerk die Grenzen seines Wissens und Könnens und zieht gegebenenfalls andere Fachleute hinzu. Der ständige Erfahrungsaustausch sowie die vertrauensvolle Zusammenarbeit mit allen an der Denkmalpflege Beteiligten gehören zu seinem Berufsalltag.

#### Handwerke in der Denkmalpflege
Die für Denkmalpflege relevanten Handwerke sind:
- Maurer
- Zimmerer
- Stuckateur
- Maler und Lackierer
- Tischlerhandwerk
- Fensterhandwerker
- Steinmetz
- Steinbildhauer
- Holzbildhauer
- Parkettleger
- Vergoldung
- Raumausstatter
- Metallbau

#### Bildungsstätten
Universitäten, Fachhochschulen
- Hochschule für Technik und Wirtschaft Berlin: Der Studiengang „Konservierung/Restaurierung und Grabungstechnik“ hat vier Schwerpunkte: Archäologisch-Historisches Kulturgut, Audiovisuelles und Fotografisches Kulturgut, Moderne Materialien und Technisches Kulturgut und Grabungstechnik.[14]
- Fachhochschule Erfurt: Studiengang „Konservierung/Restaurierung“ (M.A.) mit den Schwerpunkten Archäologisches Kulturgut u. Kunsthandwerk, Architektur- u. Raumfassung, Mosaik, Glasmalerei und Objekte aus Glas, Plastische Bildwerke u. Architektur aus Stein.[15]
- HAWK Hochschule Hildesheim/Holzminden/Göttingen: Studiengänge Konservierung und Restaurierung (B.Sc.) und Konservierungs- und Restaurierungswissenschaft (M.Sc.) mit den Studienschwerpunkten Schriftgut, Buch und Grafik; Gefasste Holzobjekte und Gemälde; Möbel, Holzobjekte und Materialkombinationen; Steinobjekte und Architekturoberfläche.[16]
- Technische Hochschule Köln (CICS - Cologne Institute of Conservation Sciences): Studiengang Restaurierung und Konservierung von Kunst- und Kulturgut (B.A. und M.A.) mit den Studienrichtungen Gemälde, Skulptur und Moderne Kunst: Objekten aus Holz und Werkstoffen der Moderne; Schriftgut, Grafik, Fotografie und Buchmalerei; Wandmalerei und Kulturgut aus Stein, Textilien und Objekten aus Archäologische Fasern.[17]
- Fachhochschule Potsdam: Studienrichtungen Konservierung und Restaurierung von Wandmalereien und historischer Architekturfarbigkeit, Objekten aus Stein und deren gefassten Oberflächen, Objekten aus Holz und deren gefassten und veredelten Oberflächen.
- Hochschule für Bildende Künste Dresden: Studienrichtungen Kunsttechnologie, Konservierung und Restaurierung von Kunst- und Kulturgut.
- Johannes Gutenberg-Universität Mainz und Römisch-Germanisches Zentralmuseum: duales Studienangebot, Studienrichtung archäologische Objekte[18]
- Goering Institut e. V. – München: Staatlich anerkannte Fachakademie zur Ausbildung von Restauratoren für Möbel und Holzobjekte. (Fachbereiche Möbel und Skulpturen)[19]
- Staatliche Akademie der Bildenden Künste Stuttgart: Studienrichtungen: Restaurierung und Konservierung von Gemälden und gefassten Skulpturen; Restaurierung und Konservierung von archäologischen, ethnologischen und kunsthandwerklichen Objekten[20]; Restaurierung und Konservierung von Graphik, Archiv- und Bibliotheksgut[21]; Restaurierung und Konservierung von Wandmalerei, Architekturoberfläche und Steinpolychromie[22] und Konservierung Neuer Medien und Digitaler Information.[23]
- Technische Universität München: Vermittlung eines weiten Spektrums konservatorischer, restauratorischer, kunsttechnologischer, werkstoffkundlicher, sowie natur- und geisteswissenschaftlicher Lehrinhalte mit Möglichkeit der Schwerpunktsetzung im Hauptstudium.[24]

## Ausbildungsstätten
- Arbeitsgemeinschaft der Bildungszentren für handwerkliche Denkmalpflege.[25]
- Europäisches Fortbildungszentrum für das Steinmetz- und Steinbildhauerhandwerk in Wunsiedel
- Bildungszentrum für das Steinmetz- und Steinbildhauerhandwerk in Königslutter
- Hessische Uhrmacherschule – Neu Anspach: Weiterbildungskurs zum Berufstitel Restaurator im Uhrmacherhandwerk[26]
- Akademie Schloss Raesfeld e. V., staatlich anerkannt, Europäisches Zentrum für Unternehmensführung, Sachverständige und Denkmalpflege, Fortbildung zum „Geprüften Restaurator im Handwerk“.[27]
- Die Handwerkskammer zu Leipzig und Handwerkskammer Chemnitz bieten ab 2025 gemeinsam Fortbildungen zum „Geprüften Restaurator im Handwerk“ in den Gewerken Tischler, Zimmerer, Metallbauer, Maler, Maurer, Stuckateur an.[28] Auf der Plattform sachsen-denkmal.de informieren die sächsische Handwerksorganisationen zu Bildungsangeboten und weiteren Aktivitäten.
- Propstei Johannesberg gGmbH, Fortbildung in Denkmalpflege und Altbauerneuerung, Fortbildung zum „Geprüften Restaurator im Handwerk“.[29]
- Zentrum für Handwerk und Denkmalpflege der Handwerkskammer Koblenz in Herrstein, Fortbildung zum „Geprüften Restaurator im Handwerk“[30]
- ÜAZ Bauwirtschaft Frankfurt(Oder)-Wriezen, Zentrum für Restaurierung, Denkmalpflege und Holztechnik, Fortbildungs „Geprüfter Restaurator im Handwerk“.[31]

### Österreich
Da der Beruf ‚Restaurator‘ in Österreich als Lehrberuf nicht existiert, erfolgt eine Ausbildung als Berufsspezialisierung in einem einschlägigen handwerklichen Fachberuf, oder im Rahmen der Kunstgeschichte, oder als künstlerischer Hochschulabschluss.
- Akademie der bildenden Künste Wien, Studienrichtung Konservierung und Restaurierung (Ordinariat Restaurierung und Konservierung am Institut Wissenschaften und Technologien in der Kunst), Abschluss mit Magister Artis
- Universität für angewandte Kunst Wien, Studienrichtung Konservierung und Restaurierung am Institut für Konservierung und Restaurierung, Diplomstudium
- Bundesdenkmalamt, Werkstätten Wien und Mauerbach: Fortbildung
- HTBLVA Graz-Ortweinschule: Höhere Bildung mit Matura, Meisterschule, sowie Fachkollegs[32], HTBLVA Graz-Ortweinschule

### Schweiz
- Hochschule der Künste Bern: Studienrichtungen: Gemälde und Skulptur, Architekturoberfläche und Raumausstattung, Graphik, Schriftgut und Photographie, Textilrestaurierung sowie Moderne Materialien und Medien.
- Haute école de Conservation-restauration La Chaux-de-Fonds: Studienrichtungen: archäologische und ethnografische Objekte
- Abegg-Stiftung Riggisberg: Studienrichtung: Textilrestaurierung